# Almaszeg
Almaszeg (románul: Voivozi) Romániában, Bihar megyében található falu.

## Nevének eredete
A falu a Bisztra patak völgyében, egy vadalmafákkal benőtt szögre épült, innen kapta a nevét. 1391-ben Almazigy, 1406-ban Almazegh néven szerepelt.

## Fekvése
Margittától délkeletre, a Réz-hegység alatt, a Bisztra patak mellett fekvő település.

## Története
A község 1470 körül Oppidum Almazegh néven Sólyomkő vára tartozékaként szerepelt.
1800 körül üveghuta is volt a községben.
Az 1800-as évek elején a Péchy, Baranyi és a Fráter család volt birtokosa.
Az 1900-as évek elején pedig a mölki apátságnak volt itt birtoka.
A településhez tartoztak Margittai-Kalló és Csillagos-Kalló is.
Fényes Elek a következőket írta a településről: "…a Rézalján, igen szép regényes vidéken, Margittához, mely utolsó postája, 2 1/2 mérföldnyire, 315 n.e. óhitű lak., s anyatemplommal. Hegyes völgyes határa 3000 holdnyi, melyből szántó 600, kaszálló 400, erdő 2000 hold; Szőleje nincs. Úrbéri telek 11 6/8. Sovány agyagos földjében csupán tengerit és zabot termesztenek. Vize a Bisztra, mely alatt foly el, s van rajta 2 guba-kalló, és két malom két-két kőre. Ugyan a határban van egy üveggyár, melly meglehetős portékákat készíttet. Birtokosa a helységnek 1 gyárnak: Fráter Pál."

## Híres emberek
- Itt született Sólyom Fekete Ferenc (Almaszeg, 1839. október 1. - Déva, 1906. augusztus 2.) jogász, történész.